# Еренрайх-Петер Штефер
Еренрайх-Петер Штефер (нім. Ehrenreich-Peter Stever; 4 жовтня 1918, Вільгельмсгафен — 6 листопада 1991) — німецький офіцер-підводник, капітан-лейтенант крігсмаріне.

## Біографія
9 жовтня 1937 року вступив на флот. З квітня 1940 року — вахтовий офіцер в 15-й, 7-й, 6-й і 21-й флотиліях мінних тральщиків. З жовтня 1942 року — командир човна 7-ї флотилії мінних тральщиків. З 6 червня по 15 листопада 1943 року пройшов курс підводника, одночасно з 31 жовтня по 15 листопада — курс позиціонування (радіовимірювання), з 16 грудня 1943 по 9 лютого 1944 року — курс командира підводного човна. 16 лютого 1944 року направлений на будівництво підводного човна U-1277. З 3 травня 1944 року — командир U-1277. 21 квітня 1945 року вийшов у свій перший і останній похід. 3 червня 1945 року наказав затопити човен поблизу Порту (41°13′ пн. ш. 08°43′ зх. д.), після чого був інтернований португальською владою. Пізніше Штефер був переданий британській владі.

## Звання
- Кандидат в офіцери (9 жовтня 1937)
- Морський кадет (28 червня 1938)
- Фенріх-цур-зее (1 квітня 1939)
- Оберфенріх-цур-зее (1 березня 1940)
- Лейтенант-цур-зее (1 травня 1940)
- Оберлейтенант-цур-зее (1 квітня 1942)
- Капітан-лейтенант (1 січня 1945)

## Нагороди
- Нагрудний знак мінних тральщиків (1940)
- Залізний хрест
  - 2-го класу (1941)
  - 1-го класу (1943)